# Josep Genís i Sagrera
Josep Genís i Sagrera (1838 – 1898) fou una figura destacada de la indústria surera. Capdavanter en les associacions d'empresaris, va participar activament en l'organització de campanyes de defensa dels interessos d'aquesta indústria al país. Descendent d'Antoni Genís, dirigí l'empresa Genís i Cia.